# Lobocleta marceata
Lobocleta marceata là một loài bướm đêm trong họ Geometridae.